# Caloptilia negundella
Caloptilia negundella är en fjärilsart som först beskrevs av Victor Toucey Chambers 1876.  Caloptilia negundella ingår i släktet Caloptilia och familjen styltmalar. Inga underarter finns listade i Catalogue of Life.